# Edinburgh Rugby
Edinburgh Rugby – szkocki klub rugby union z siedzibą w Edynburgu, istniejący od 1872, w 1996 przekształcony w jeden ze szkockich profesjonalnych klubów regionalnych.

## Historia
Klub powstał w roku 1872. W roku 1996 przy reorganizacji rugby ze sportu amatorskiego na zawodowy w Szkocji postanowiono stworzyć 4 drużyny skupiające najlepszych zawodników z danego regionu, jedną z nich była drużyna z Edynburga. W roku 1998 Szkocki Związek Rugby podjął decyzję o zmniejszeniu tej liczby do dwóch drużyn, wtedy też zmieniono nazwę drużyny na Edinburgh Reivers (po fuzji z Border Reivers), w roku 2011 wrócono do oryginalnej nazwy zespołu.

## Stadion
Klub rozgrywa swoje mecze głównie na stadionie Myreside Stadium, pozostałe spotkania mogące przyciągnąć więcej kibiców rozgrywane są na Murrayfield Stadium.

## Największe sukcesy
- Mistrzostwa Szkocji: trzykrotnie mistrzostwo (w sezonach 1997/1998, 1998/1999, 2002/2003)
- Pro14: raz wicemistrzostwo (w sezonie 2008/2009
- Celtic Cup: raz finalista (w sezonie 2003/2004)
- European Rugby Champions Cup: raz półfinalista (w sezonie 2011/2012)
- European Rugby Challenge Cup: raz finalista (w sezonie 2014/2015)